# Tranvia di Angers
La tranvia di Angers, gestita da Angers Loire Métropole, è un sistema di trasporto pubblico della città francese di Angers ed è composto da una linea che si estende per circa 12 km con 25 fermate: la tranvia è stata inaugurata il 25 giugno 2011.

## Storia

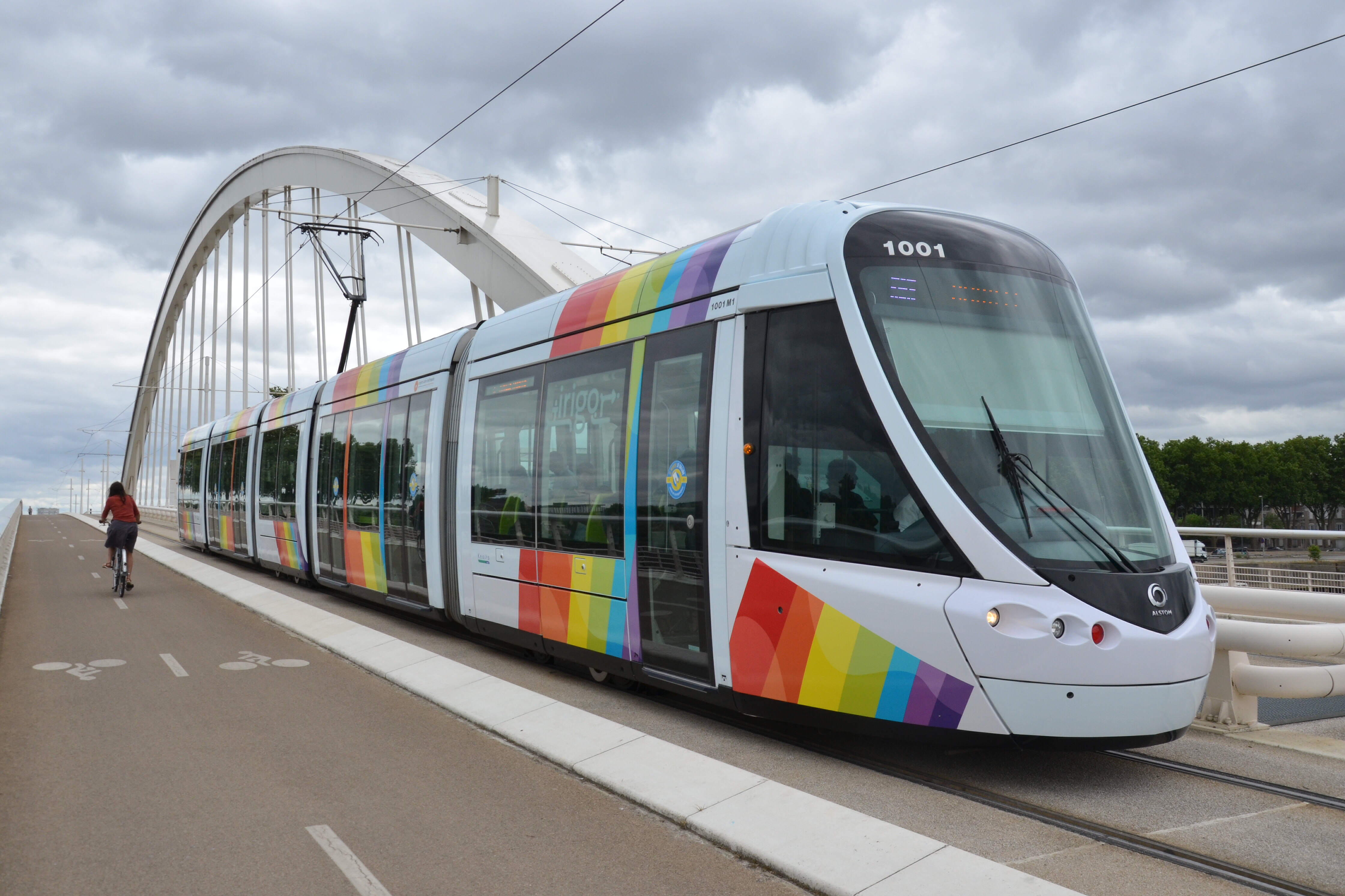
Tram in Pont Confluences

I primi progetti di una rete tranviaria ad Angers furono fatti nel 1871, poiché nonostante la città fosse già dotata di un sistema di autobus a cavallo dal 1828, tale servizio non risultava essere competitivo: il 25 agosto 1871, la società dei fratelli Waring e Paraire, presentò un progetto di tranvia a cavallo, formata da una anello circolare sulla riva destra del fiume Maine ed una linea che avrebbe raggiunto Les Ponts-de-Cé. L'utilità pubblica fu dichiarata il 20 marzo 1872, ma il ministro dei trasporti pubblici ritenne la tranvia superflua, anche perché la città era attraversata capillarmente dalla ferrovia secondaria del Petit Anjou. Dopo altri cinque progetti, l'8 luglio 1895 il ministero diede l'approvazione per l'avvio dei lavori, i quali iniziarono nello stesso anno ad opera degli industriali Grammont e Faye. Le prime corse di prova vennero effettuate a partire dal 9 maggio 1896, mentre il 23 dello stesso mese la tranvia fu inaugurata: dopo l'entusiasmo iniziale però, cominciarono i problemi dovuti soprattutto alla scarsa lunghezza delle linee, che non garantivano un capillare servizio e quindi soffrivano della carenza di passeggeri.
Dal 1907 al 1913 furono studiati diversi programmi di ampliamento della rete ma con lo scoppio della prima guerra mondiale tutto fu sospeso: in questo periodo la rete era composta da 6 linee urbane, più due extraurbane per Trélazé e Érigné ed operavano 31 motrici con 12 rimorchi. Nel 1925 l'autobus fece la prima comparsa ed andò a sostituire progressivamente i tram dal 1932: il 30 aprile 1949 la tranvia fu completamente chiusa e successivamente smantellata. Curiosamente la società che gestiva i trasporti continuerò a chiamarsi fino al 1965 Compagnie des tramways électriques d'Angers, per poi mutarlo in Compagnie des Transports Angevin.

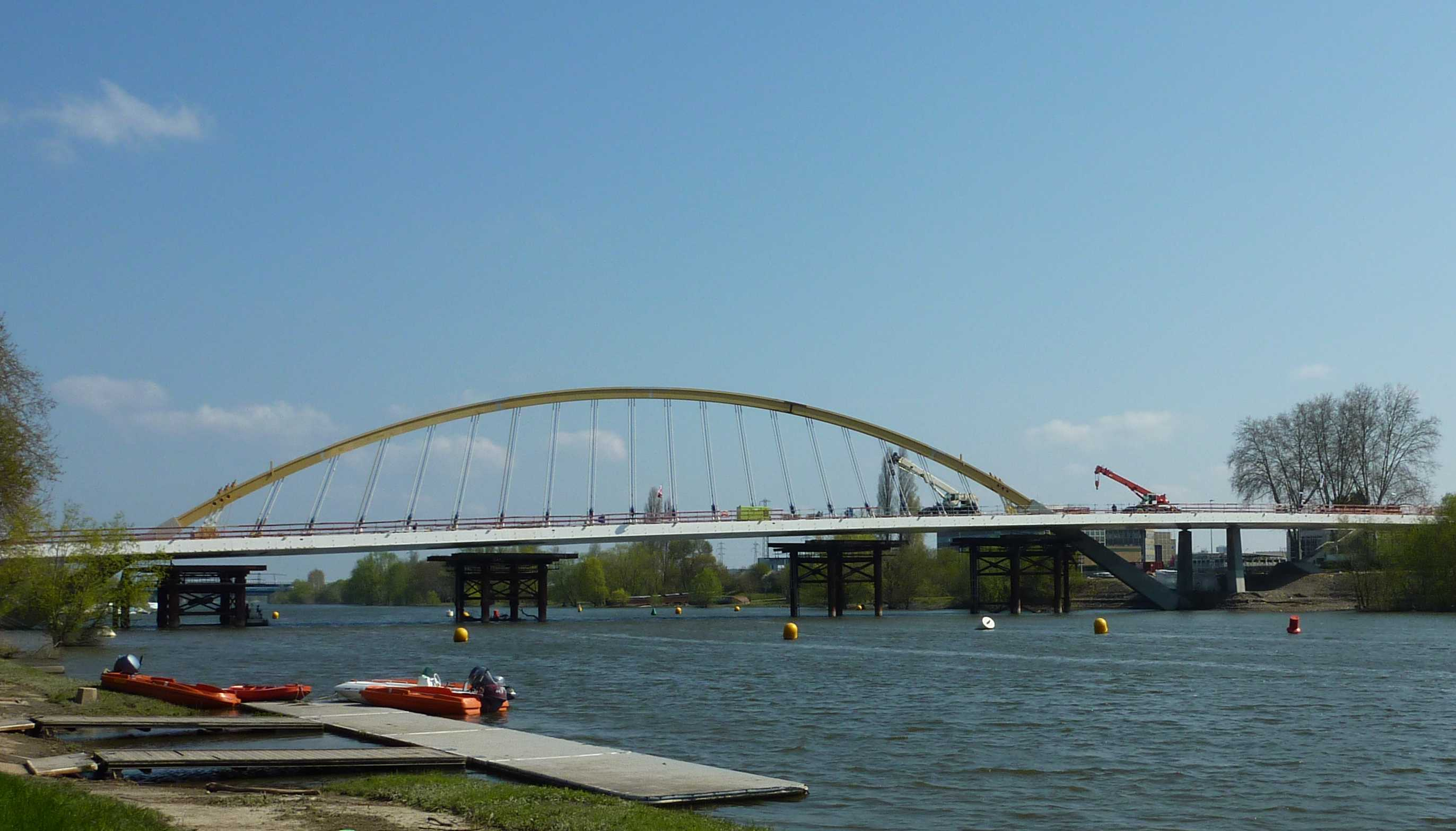
Il Pont Confluences

Nel 2001 furono lanciate della proposte per la realizzazione di una nuova linea tranviaria e nel biennio 2002-03 furono realizzati i primi studi di fattibilità che portarono alla presentazione del tracciato definitivo nel 2004. Nel 2007 cominciarono i lavori di costruzione, con le prime indagini archeologiche e geotecniche e vennero definiti i tram, la cui scelta cadde sugli Alstom Citadis TGA 302; nel 2008 fu dato il via ai lavori di costruzione del ponte sul fiume Maine, denominato Pont Confluences, che sarà inaugurato il 15 ottobre 2010, con una cerimonia fu caratterizzata da oltre 200 manifestanti che protestavano contro la riforma delle pensioni; nello stesso anno cominciò anche la consegna di due tram al mese. Il 7 maggio 2010 venne effettuata la prima prova del tram sul tracciato di Angers per una lunghezza di 1,2 km tra il centro di manutenzione e la futura fermata di Bois-du-Roy ad Avrillé. La tranvia è stata inaugurata il 25 maggio 2011 ed anche questa cerimonia fu caratterizzata da uno sciopero dei conducenti di autobus.

## Rete
La linea A, denominata anche linea arcobaleno per via del colore dei tram, aveva un budget iniziale di 248 milioni di €, ricalcolato nel 2009 a 287 milioni: questa differenza è stata determinata dall'aumento del costo delle materie prime, dalla necessità di rinforzare i lati del ponte e dalle indagini archeologiche condotte dopo il ritrovamento di un sarcofago merovingio; lo Stato ha partecipato con il finanziamento di circa 30 milioni di €.
Le caratteristiche principali della linea sono: un percorso da nord a sud della città che parte da Avrillé, il secondo paese più popolato dell'agglomerato urbano, fino ad arrivare a La Roseraie, il quartiere più popoloso di Angers, per una lunghezza totale di 12,3 chilometri, sulla quale sono dislocate 25 fermate. L'intero tratto viene coperto in 39 minuti, grazie ad una velocità commerciale di 20 km/h; il servizio funziona delle 5:30 alle 0:30 ininterrottamente, con una frequenza di un tram ogni 6 minuti. L'opera principale della tranvia è il Pont Confluences che attraversa il fiume Maine: si tratta di un ponte di 270 metri di lunghezza, che collega l'ospedale universitario con il polo universitario di Saint-Serge ed è percorribile, oltre che dal tram, anche da pedoni, disabili, biciclette e mezzi di soccorso. Due tratte, nel centro cittadino, utilizzano un sistema di alimentazione dal suolo per evitare le linee di alimentazione aeree.
Le fermate sono: Avrillé-Ardenne, Bascule, Saint Gilles, Acacias, Bois du Roy, Plateau de la Mayenne, Terra Botanica, Verneau, Hauts de Saint Aubin, Jean Moulin, Capucins, C.H.U-Hôpital, Berges de Maine, Saint-Serge Université, Place Molière, Ralliement, Foch-Maison Bleue, Foch-Haras, Les Gares, Place Lafayette, Strasbourg, Bamako, Jean XXIII, Jean Vilar, Angers Roseraie. Presso la fermata Les Gares avviene l'interscambio con la stazione di Angers-Saint-Laud della SNCF sulla ferrovia Tours-Saint-Nazaire e Angers-La Flèche.

## Materiale rotabile

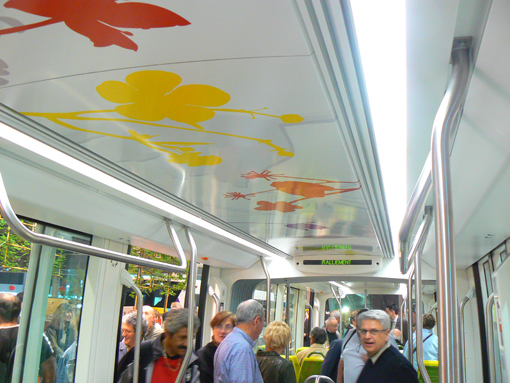
L'interno del tram

Il parco rotabili è composto da 17 tram di tipo Citadis 302, prodotti dall'Alstom, che sono stati consegnati tra il 2009 e 2011. La particolarità è rappresentata nella parte frontale da una forma a V, simile ad uno scudo; caratteristica del tram di Angers, così come in tutti gli altri mezzi pubblici della città, è una livrea simile ad un arcobaleno, realizzata dall'agenzia RCP Design Global, mentre gli interni sono decorati con fiori stilizzati, pareti bianche e sedili in verde con raffigurazioni di strati geologici.

## Progetti futuri
Sono diversi i progetti di estensione della tranvia: la linea A dovrebbe essere prolungata dal capolinea di Avrillé-Ardenne verso Montreuil-Juigné e dal capolinea di Angers Roseraie verso Les Ponts-de-Cé. Una seconda linea, chiamata linea B, dovrebbe unire Angers con Beaucouzé, situata ad ovest della città, passando per il parco dell'Esposizione, la stazione Saint-Laud ed il Campus de Belle-Beille: la sua lunghezza si aggirerebbe intorno ai 27 km, per servire una popolazione di circa 63.000 abitanti e la costruzione dovrebbe iniziare nel 2020, per un costo pari a 350 milioni di euro.